# Chthonius microphthalmus
Chthonius microphthalmus es una especie de arácnido  del orden Pseudoscorpionida de la familia Chthoniidae.

## Distribución geográfica
Se encuentra en España y Francia.